# Croscat
Croscat (kat. Volcà del Croscat) – wygasły wulkan na polu wulkanicznym Garrotxa w comarce Garrotxa w regionie Katalonia w prowincji Girona w północnej Hiszpanii. Wznosi się na wysokość 786 m n.p.m. i jest najwyższym wulkanem na Półwyspie Iberyjskim pod względem wysokości względnej, która wynosi 160 m. Ostatnia erupcja datowana jest na okres od 13 160 do 15 710 roku BP – jest to najmłodsza erupcja na Półwyspie Iberyjskim.
Wulkan znajduje się na terenie obszaru chronionego krajobrazu Parc Natural de la Zona Volcànica de la Garrotxa.

## Opis
Croscat leży w północnej części pola wulkanicznego Garrotxa w comarce Garrotxa w regionie Katalonia w prowincji Girona w północnej Hiszpanii. Znajduje się pomiędzy miejscowościami Olot i Santa Pau.
Jest to najwyższy wulkan Półwyspie Iberyjskim pod względem wysokości względnej – wznosi się na 160 m. Jego podstawa ma średnicę 950 m a wysokość bezwzględna to 786 n.p.m. Krater wulkanu ma kształt podkowy.
Croscat powstał wraz z wulkanem Santa Margarida w różnych fazach tej samej erupcji. W pierwszej fazie freatomagmowej utworzył się krater Santa Margaridy, a następnie po krótkiej fazie strombolijskiej doszło do erupcji hawajskiej, która zapoczątkowała powstawanie Croscatu i mniejszego stożka La Promenada. Ostatecznie Croscat został uformowany w kolejnej fazie strombolijskiej erupcji.
Ostatnia erupcja Croscatu datowana jest na okres od 13 160 do 15 710 roku BP – jest to najmłodsza erupcja na Półwyspie Iberyjskim. W latach 70. XX w. na jego północnych zboczach funkcjonował kamieniołom, który zamknięto wskutek protestów mieszkańców i naukowców, a teren objęto ochroną, by zapobiec zniszczeniu wulkanu.
Wulkan znajduje się na terenie parku krajobrazowego Parc Natural de la Zona Volcànica de la Garrotxa.